# Rivière Kwakwatanikapistikw
Rivière Kwakwatanikapistikw är ett vattendrag i Kanada.   Det ligger i provinsen Québec, i den östra delen av landet, 1 100 km norr om huvudstaden Ottawa.
Omgivningarna runt Rivière Kwakwatanikapistikw är i huvudsak ett öppet busklandskap. Trakten runt Rivière Kwakwatanikapistikw är nära nog obefolkad, med mindre än två invånare per kvadratkilometer.